# Episodi de La famiglia Addams (serie televisiva) (prima stagione)
La prima stagione della serie televisiva La famiglia Addams, composta da 34 episodi, è stata trasmessa negli Stati Uniti, da ABC, dal 18 settembre 1964 al 21 maggio 1965. 
In Italia, 12 episodi della stagione vennero trasmessi sul Secondo Programma (oggi Rai 2) dal 17 aprile  al 3 luglio 1966. Il resto della stagione fu trasmessa nel settembre 1980 dalle televisioni locali insieme alle repliche degli episodi precedenti ridoppiati.
| n° | Titolo originale                           | Titolo italiano                              | Prima TV USA      | Prima TV Italia |
| -- | ------------------------------------------ | -------------------------------------------- | ----------------- | --------------- |
| 1  | The Addams Family Goes to School           | Quei poveri draghi!                          | 18 settembre 1964 | 17 aprile 1966  |
| 2  | Morticia and the Psychiatrist              | Pugsley e il cucciolo                        | 25 settembre 1964 |                 |
| 3  | Fester's Punctured Romance                 | L'anima gemella                              | 2 ottobre 1964    | 8 maggio 1966   |
| 4  | Gomez, the Politician                      | Elezioni, che passione                       | 9 ottobre 1964    | 3 luglio 1966   |
| 5  | The Addams Family Tree                     | I cari antenati                              | 16 ottobre 1964   | 26 giugno 1966  |
| 6  | Morticia Joins the Ladies League           | Gli amici del gorilla                        | 23 ottobre 1964   | 24 aprile 1966  |
| 7  | Halloween with the Addams Family           | La festa di Ognissanti                       | 30 ottobre 1964   |                 |
| 8  | Green-Eyed Gomez                           | Gomez dagli occhi verdi                      | 6 novembre 1964   |                 |
| 9  | The New Neighbors Meet the Addams Family   | I vicini di casa                             | 13 novembre 1964  | 1º maggio 1966  |
| 10 | Wednesday Leaves Home                      | Mercoledì se ne va di casa                   | 20 novembre 1964  |                 |
| 11 | The Addams Family Meets the V.I.P.'s       | Gli Addams alle prese coi VIP                | 27 novembre 1964  |                 |
| 12 | Morticia, the Matchmaker                   | Morticia la sensale                          | 4 dicembre 1964   |                 |
| 13 | Lurch Learns to Dance                      | Lurch il gaucho                              | 11 dicembre 1964  |                 |
| 14 | Art and the Addams Family                  | Gli Addams e l'arte                          | 18 dicembre 1964  |                 |
| 15 | The Addams Family Meets a Beatnik          | Gli Addams alle prese con un beatnik         | 1º gennaio 1965   |                 |
| 16 | The Addams Family Meets the Undercover Man | Messaggi segreti                             | 8 gennaio 1965    | 12 giugno 1966  |
| 17 | Mother Lurch Visits the Addams Family      | Mamma Lurch visita gli Addams                | 15 gennaio 1965   |                 |
| 18 | Uncle Fester's Illness                     | La malattia dello Zio Fester                 | 22 gennaio 1965   |                 |
| 19 | The Addams Family Splurges                 | Andiamo tutti sulla luna                     | 29 gennaio 1965   | 22 maggio 1966  |
| 20 | Cousin Itt Visits the Addams Family        | Il Cugino Itt va a trovare gli Addams        | 5 febbraio 1965   |                 |
| 21 | The Addams Family in Court                 | La famiglia Addams in tribunale              | 12 febbraio 1965  |                 |
| 22 | Amnesia in the Addams Family               | Amnesia nella famiglia Addams                | 19 febbraio 1965  |                 |
| 23 | Thing is Missing                           | La mano è scomparsa                          | 5 marzo 1965      |                 |
| 24 | Crisis in the Addams Family                | Crisi nella famiglia Addams                  | 12 marzo 1965     |                 |
| 25 | Lurch and His Harpsichord                  | Lurch e il clavicembalo                      | 19 marzo 1965     |                 |
| 26 | Morticia, the Breadwinner                  | Morticia capofamiglia                        | 26 marzo 1965     |                 |
| 27 | The Addams Family and the Spacemen         | La famiglia Addams e gli uomini dello spazio | 2 aprile 1965     |                 |
| 28 | My Son, the Chimp                          | Mio figlio scimpanzé                         | 9 aprile 1965     |                 |
| 29 | Morticia's Favorite Charity                | La beneficenza preferita di Morticia         | 16 aprile 1965    |                 |
| 30 | Progress and the Addams Family             | Il progresso e la famiglia Addams            | 23 aprile 1965    |                 |
| 31 | Uncle Fester's Toupée                      | Il parrucchino di Zio Fester                 | 30 aprile 1965    |                 |
| 32 | Cousin Itt and the Vocational Counselor    | Il Cugino Itt e il consigliere vocazionale   | 7 maggio 1965     |                 |
| 33 | Lurch, the Teenage Idol                    | Lurch, l'idolo degli adolescenti             | 14 maggio 1965    |                 |
| 34 | The Winning of Morticia Addams             | La vittoria di Morticia                      | 21 maggio 1965    |                 |